# Yehuda Levi

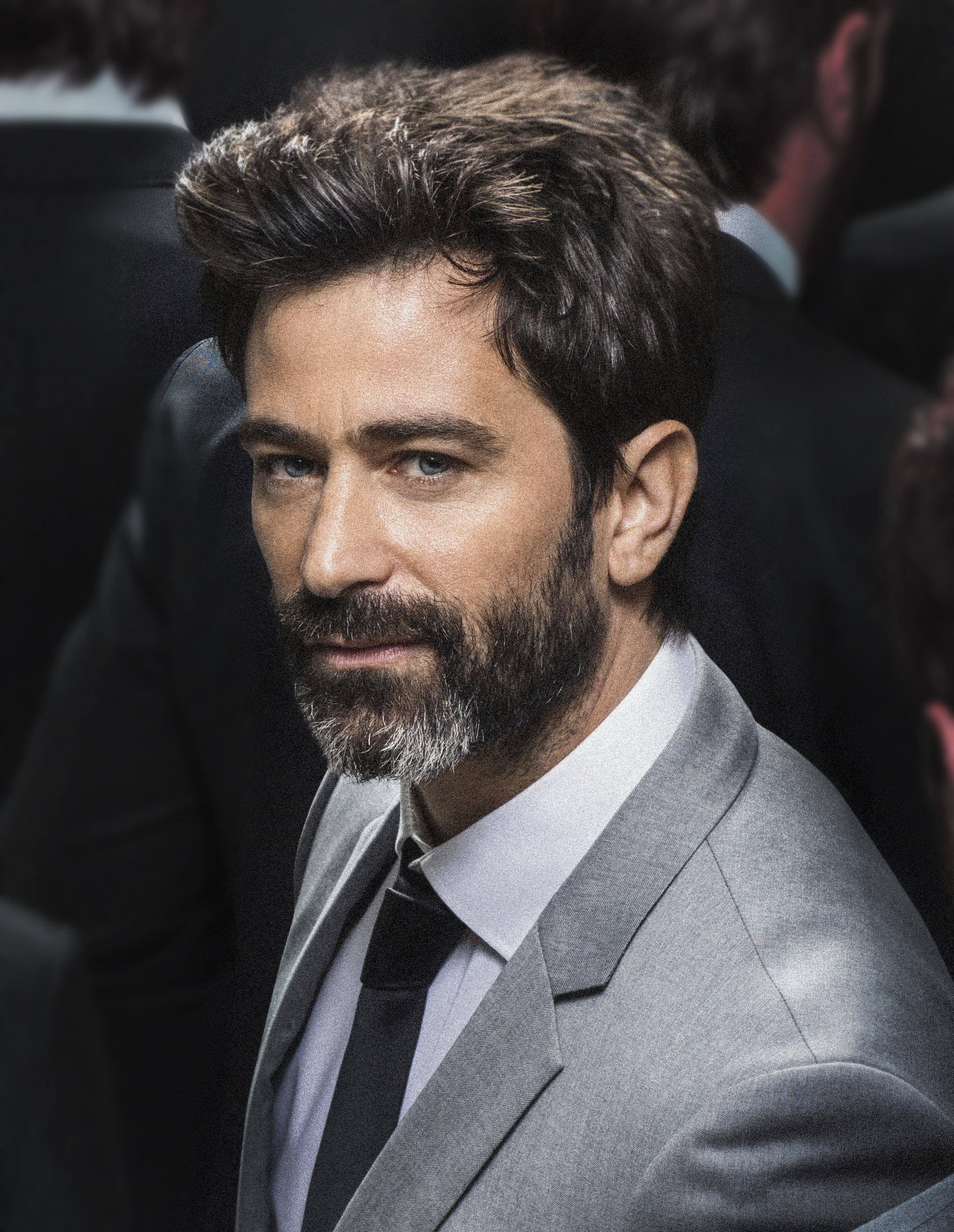
Yehuda Levi, 2018

Yehuda Levi, auch Jehuda Lewi (hebräisch יהודה לוי‎; * 29. Juni 1979 in Petah Tiqwa) ist ein israelischer Schauspieler, Musiker und Model.

## Leben und Karriere
Levi lebte von 1986 bis 1993 in Südafrika. Als Jugendlicher betrieb er intensiv Karate und nahm an einer Jugendweltmeisterschaft in England teil, wo er einen fünften Platz belegte. Nach seiner Rückkehr in seine Heimat besuchte er erfolgreich das Thelma-Jellin-Schauspiel- und Künstelyzeum in Giw'atajim. Seinen Durchbruch hatte er 2001 in der israelischen Telenovela le-Chayey ha-Ahava. Seitdem hat er vor allem in Serien, aber auch in einigen Filmen mitgespielt und wird auch häufig für Werbespots engagiert.

## Filmografie (Auswahl)
- 1996: Zolgot ha-Dma'ot me-atzman (Die Tränen kommen von selbst)
- 2001: le-Chayey ha-Ahava (Liebesleben)
- 2002: Yossi & Jagger (Yossi und Jagger)
- 2004: Medurat ha-Schevet (Lagerfeuer)
- 2005: München

## Diskografie

### Singles (Auswahl)
- 2023: נגד הרוח (מתוך Sing פסטיגל) (mit משתתפי הפסטיגל)
- 2024: אתם על הרגליים (mit משתתפי הפסטיגל & Noa Kirel)